# Simon Holmström
Simon Holmström, född 24 maj 2001 i Tranås, Småland, Sverige, är en svensk professionell ishockeyspelare som spelar tillhör NHL-organisationen New York Islanders. 
Holmström valdes i första rundan som val 23:e av New York Islanders under NHL Entry Draft 2019.